# Huis te Vogelenzang
Het Huis te Vogelenzang is een kasteel en landgoed in het Nederlandse dorp Vogelenzang in de provincie Noord-Holland. Het huidige gebouw dateert uit de 17e en 18e eeuw.

## Geschiedenis
In de 11e eeuw bestond er al een grafelijk huis in Vogelenzang, gebouwd door graaf Floris II. Graaf Floris V liet er in de 13e eeuw het jachtslot De Voghelsanck bouwen.
In 1610 kocht de Amsterdamse goudsmid Cornelis Reijersz het kasteelterrein. Hij verkocht het in 1627 aan Jacob Jacobsz. de Jongh. Van het oorspronkelijke kasteel rest dan nog slechts een heuvel. De Jongh liet op deze heuvel een nieuwe hofstede bouwen.
Via diverse eigenaren komt het landgoed in bezit van Bartolomeo Andrioli. Diens weduwe verkocht in 1757 het landgoed aan Jan van Marselis sr., waarna zijn zoon Jan van Marselis jr. het landgoed in 1776 erfde en begon met de aanleg van een park. Twee jaar later werd door Marselis het naastgelegen landhuis Teylingerbosch aangekocht, waarna hij een landschapstuin liet aanleggen die beide landgoederen omvatte, naar een ontwerp van Johann Georg Michael. Het huis Vogelenzang heeft in de 2e helft van de 18e eeuw tevens een verbouwing ondergaan in Hollands classicistische stijl.
In 1807 kocht Willem Philip Barnaart beide landgoederen. De tuin is begin 19e eeuw waarschijnlijk nog door Johan David Zocher Sr. verder aangepast. Begin 20e eeuw nam tuinarchitect Hendrik Copijn de tuin nogmaals onder handen.
In 1937 vond in Vogelenzang de Wereldjamboree plaats, waarbij het landgoed als kampeerterrein voor de scouts werd gebruikt.
In de Tweede Wereldoorlog werd in Vogelenzang een lanceerinstallatie voor de V1-raket aangelegd en ook bij Huis te Vogelenzang werden voorbereidingen getroffen voor de bouw van een installatie. Op 29 maart 1945 trokken de Duitse troepen zich terug, waarbij ze de startbanen voor de V1's opbliezen. Ook de startbaan op landgoed Vogelenzang werd opgeblazen, hetgeen voor schade aan zowel het huis als de omgeving zorgde.
In 1955 werd op het landgoed een kampeerterrein aangelegd. Het landhuis wordt anno 2019 bewoond door nazaten van Willem Barnaart. 

## Status

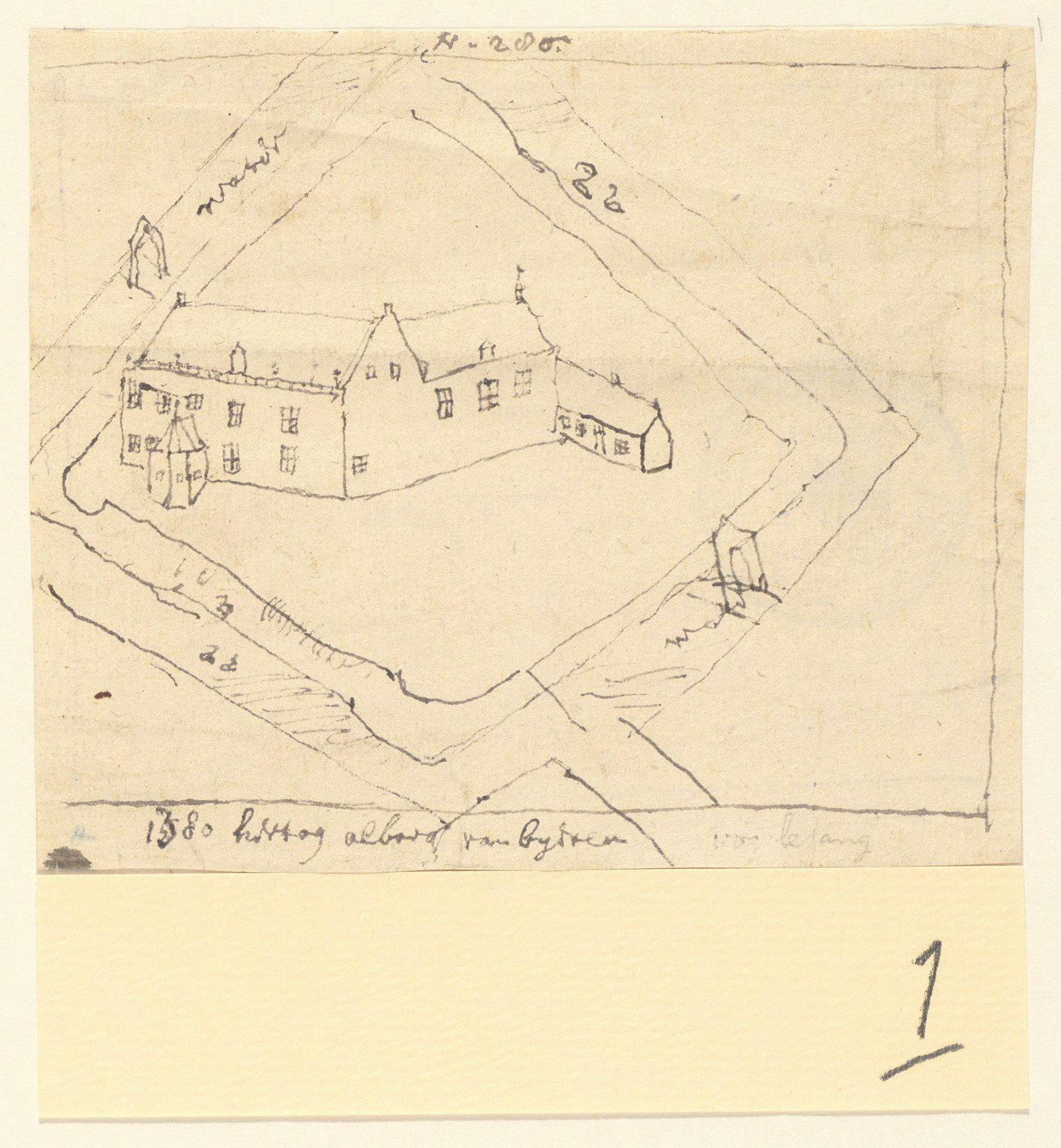
Huis te Vogelenzang in 1380, volgens een tekening uit 1718

Het landgoed is opengesteld voor wandelaars.
Het huis is een rijksmonument en maakt – samen met tuin, het park, bijgebouwen, tuinonderdelen en het landhuis Teylingerbosch - onderdeel uit van het rijksmonument Historische Buitenplaats Huis te Vogelenzang.
Adrichem · Aelbrechtsberg · Akersloot · Amstel · Amsterdam · Assendelft · Assumburg · Banjaert · Beeckestijn · Berkenrode · Boekel · Bollenhofstede · Ten Bosch · Brederode · Caprera · Ter Coulster · Cranenbroek · Dampegeest · Eenigenburch · Egmond · Heemstede · Hilversum · Ilpenstein · Jan Aernts woninge van Bennebroek · Keggenrode · Ter Kleef · Kostverloren · Kronenburg · Marquette · Merestein · Middelburg · Muiderslot · Nederhorst · Nieuwburg · Nuwendoorn · Oud Haerlem · De Park · Poelenburg · Purmersteijn · Radboud · Huis te Ramp · Reewijk/Rietwijk · Rolland · Ruysdael · Schagen · Huis te Schoten · Sparenwoude · Te Spijk · Swanenburch · Sypesteyn · Tetrode · Teylingerbosch · Torenburg · Velsen · De Vlotter · Vogelenzang · Ter Wijc · Wijdenes · Ypestein · Te Zaanen